# Brillant APS
Brillant APS ist der Name des offiziellen Spielballs der Fußball-Bundesliga seit der Saison 2018/19. Der Ball des Sportartikelherstellers Derbystar ist der Nachfolger des Spielballs Torfabrik von Adidas.

## Eigenschaften
Seit der Saison 2018/19 wird der von Derbystar hergestellte und vertriebene Ball mit dem Namen Brillant APS offiziell einheitlicher Spielball der Fußball-Bundesliga in Deutschland. Es ist das erste Mal, dass in der ersten und zweiten Bundesliga ein einheitlicher Spielball verwendet wird, der nicht von Adidas hergestellt wird. Der Vierjahresvertrag mit Derbystar soll den 36 Bundesliga-Clubs insgesamt 25 Millionen Euro mehr Einnahmen beschaffen.
Die Buchstaben APS stehen für Advance Performance System. Die 32 Felder – 20 Sechsecken und 12 Fünfecken – werden mit 630 Doppelstichen und 60 Eckstichen vernäht. Der Ball besitzt ein Obermaterial, das auf der kompletten Oberfläche eine Golfballstruktur aufweist. Eine sogenannte „Null-Flügel-Blase“ aus Naturlatex wurde dabei entwickelt, um die Blase und somit auch den Ball so rund wie möglich zu fertigen und zu erhalten. Für Spiele auf einem schneebedeckten Spielfeld wird eine orangefarbige Version namens Brillant Aps Winter eingesetzt.